# Jean-Victor Poncelet
  Jean-Victor Poncelet    (Metz, 1 de juliol de 1788 - París, 22 de desembre de 1867) va ser un matemàtic francès del segle xix. El seu cognom apareix inscrit a la Torre Eiffel.
Com a matemàtic, el seu treball més destacat va ser en geometria projectiva, tot i que una col·laboració primerenca amb Charles Julien Brianchon va proporcionar una contribució significativa al teorema de Feuerbach. També va fer descobriments sobre els conjugats harmònics projectius; relacionant-los amb els pols i les línies polars associades a les seccions còniques. Va desenvolupar el concepte de línies paral·leles que es troben en un punt a l'infinit i va definir els punts circulars a l'infinit que es troben a cada cercle del pla. Aquests descobriments van conduir al principi de dualitat i al principi de continuïtat, i també van ajudar en el desenvolupament dels nombres complexos.
Com a enginyer militar, va servir a la campanya de Napoleó contra l’Imperi Rus el 1812, en la qual va ser capturat i mantingut presoner fins al 1814. Més tard, va exercir de professor de mecànica a l'École d'application de la seva ciutat natal de Metz, període durant el qual va publicar Introduction à la mécanique industrielle, una obra per la qual és famós, i va millorar el disseny de turbines i rodes hidràuliques. Mentre era professor de mecànica aplicada, també, independentment de Coriolis, va ser pioner en l'ús del treball en mecànica i el teorema treball-energia, inclosa l'encunyació del terme treball mecànic. El 1837, es va crear especialment per a ell a la Sorbona (la Universitat de París) una 'Chaire de mécanique physique et expérimentale'. El 1848, va esdevenir el general comandant de la seva alma mater, l’École Polytechnique

## Biografia

### Naixement, educació i captura (1788–1814)

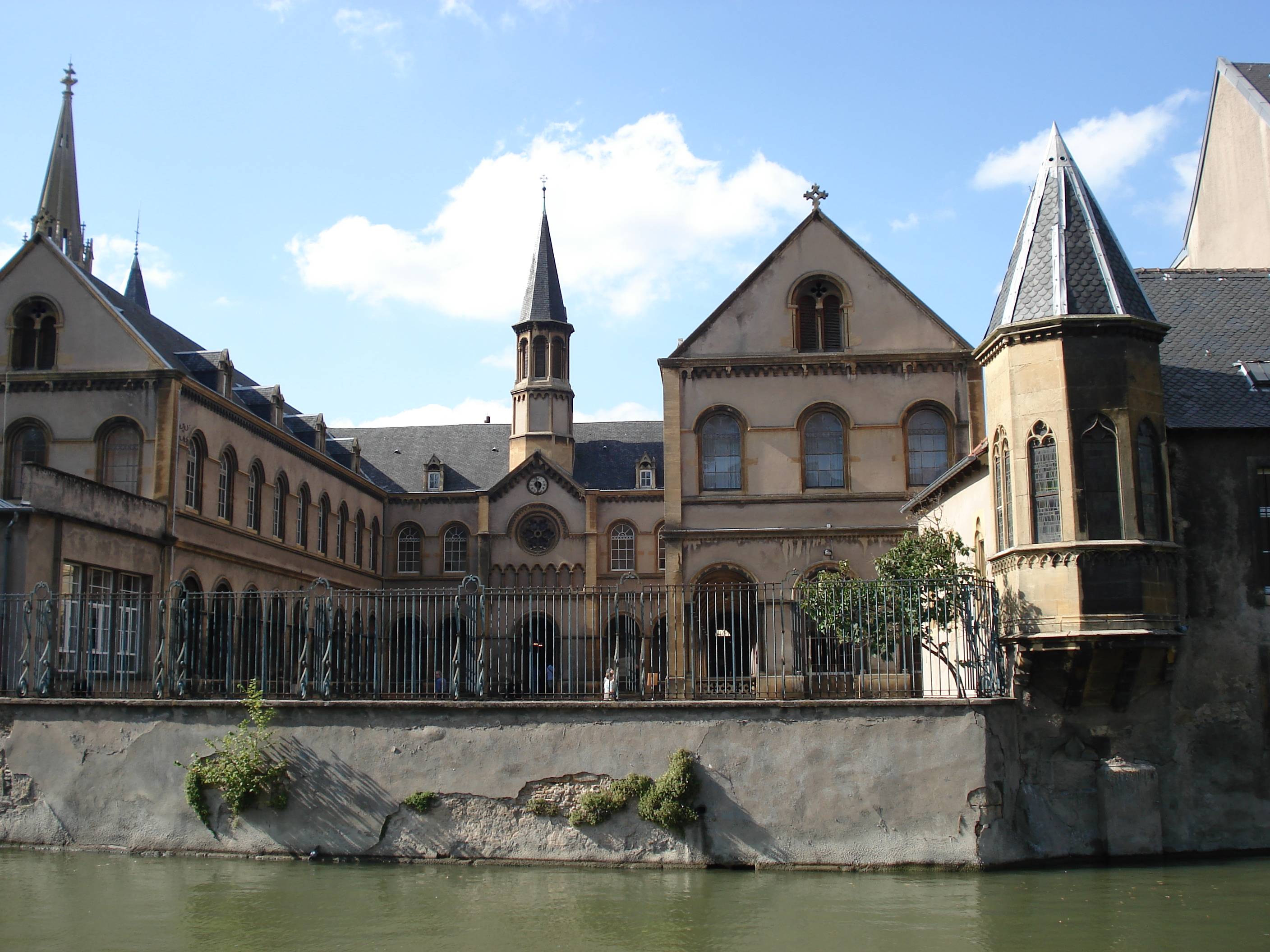
El Liceu Fabert de Metz, on Poncelet era company d'estudis.

La seva mare, Anne Marie Perrein, d'origen modest el va tenir quan encara no estava casada amb Claude Poncelet, un ric terratinent i advocat del parlament de Metz.
 Per això va ser educat per la família Olier a Saint-Avold, una població a uns cinquanta quilòmetres a l'est de Metz, fins al 1804. La família Olier el va tractar amb l'amor i l'afecte propis d'un fill, mentre ell demostrava un gran interès per la mecànica.
En complir el quinze anys es va traslladar a Metz on va estudiar al Lycée fent, a més, les classes especials per entrar a l'École Normale Supérieure o l'École polytechnique, una prestigiosa escola de París. Va ingressar a l'École polytechnique el 1807, on va estudiar de 1808 a 1810, tot i que es va endarrerir en els seus estudis durant el tercer any a causa de la seva mala salut, amb grans professors com Gaspard Monge, Lazare Carnot, André-Marie Ampère i altres. Això no obstant, el seu mal estat de salut el va fer perdre la major part del tercer curs i no es va graduar fins al 1810 amb vint-i-dos anys, una mica més gran que els seus col·legues.
Aquest mateix any ingressà a l'École d'application de l'artillerie et du génie de Metz on, després de dos anys es gradua amb el grau de tinent. El març de 1812 obtingué el seu primer destí, a la construcció de les fortificacions de l'illa de Walcheren a l'estuari del riu Escalda. El juny del mateix any, s'incorporà a l'exèrcit napoleònic per a la campanya de Rússia. Fou destinat a Smolensk, on s'encarregà de construir ponts sobre el Dnièper. A la batalla de Krasni, el novembre de 1812, fou ferit, capturat i traslladat com a presoner de guerra a Saràtov a la riba del Volga.
Va ser obligat a capitular davant els russos, tot i que altres fonts diuen que el van donar per mort. Després de ser capturat, va ser interrogat pel general Mikhail Andreievitx Miloradovitx, però no va revelar cap informació. Els russos el van retenir com a presoner de guerra i el van confinar a Saràtov. Durant el seu empresonament, entre els anys 1812 i 1814, va escriure la seva obra més destacada, Traité des propriétés projectives des figures, que va esbossar els fonaments de la geometria projectiva, així com uns quants resultats nous. Poncelet, però, no el va poder publicar fins després del seu alliberament el 1814.
El seu empresonament, fins al juny de 1814, el va destinar a recordar tots els principis de la geometria que havia estudiat i, deixant de banda els detalls que havia après de Monge i de Carnot, va començar a desenvolupar les propietats projectives de les còniques. Les notes fetes durant aquest captiveri formaren la seva llibreta de Saràtov que incorporà en les seves obres posteriors.

### Alliberament i posterior ocupació (1822–1848)
Un cop signada la pau, Poncelet va ser alliberat i arribà a França el setembre de 1814 i l'any següent començà a donar classes a Metz, on va tenir com a deixeble Arthur Morin, amb qui duria a terme uns quants experiments i a qui estaria unit per una bona amistat.
El 1815, l'any després del seu alliberament, Poncelet va ser contractat com a enginyer militar a la seva ciutat natal de Metz. Durant la seva estada en aquesta escola, va millorar el disseny de turbines i rodes hidràuliques, derivant el seu treball de la mecànica del molí provençal del sud de França. Tot i que la turbina del seu disseny no es va construir fins al 1838, ell ja va preveure un disseny d'aquest tipus dotze anys abans. El 1835, va deixar l'École d'Application i, el desembre de 1837, va esdevenir professor titular a la Sorbona (la Universitat de París), on es va crear especialment per a ell una «Chaire de mécanique physique et expérimentale» amb el suport de Louis Jacques Thénard. El 1822, mentre ocupava aquest càrrec, publicà Traité des propriétés projectives des figures. Aquesta va ser la primera obra important que va tractar la geometria projectiva des de Desargues, tot i que Gaspard Monge ja n'havia escrit algunes obres menors anteriorment. Es considera l'obra fundacional de la geometria projectiva moderna. Joseph Diez Gergonne també va escriure sobre aquesta branca de la geometria aproximadament al mateix temps, començant el 1810. Poncelet va publicar uns quants articles sobre el tema a Annales de Gergonne (oficialment coneguts com Annales de mathématiques pures et appliquées). No obstant això, Poncelet i Gergonne finalment van enfrontar-se a una amarga disputa de prioritat sobre el Principi de Dualitat.
El 1822 publicà el Traité des propriétés projectives des figures, obra que conté idees fonamentals sobre la geometria projectiva.

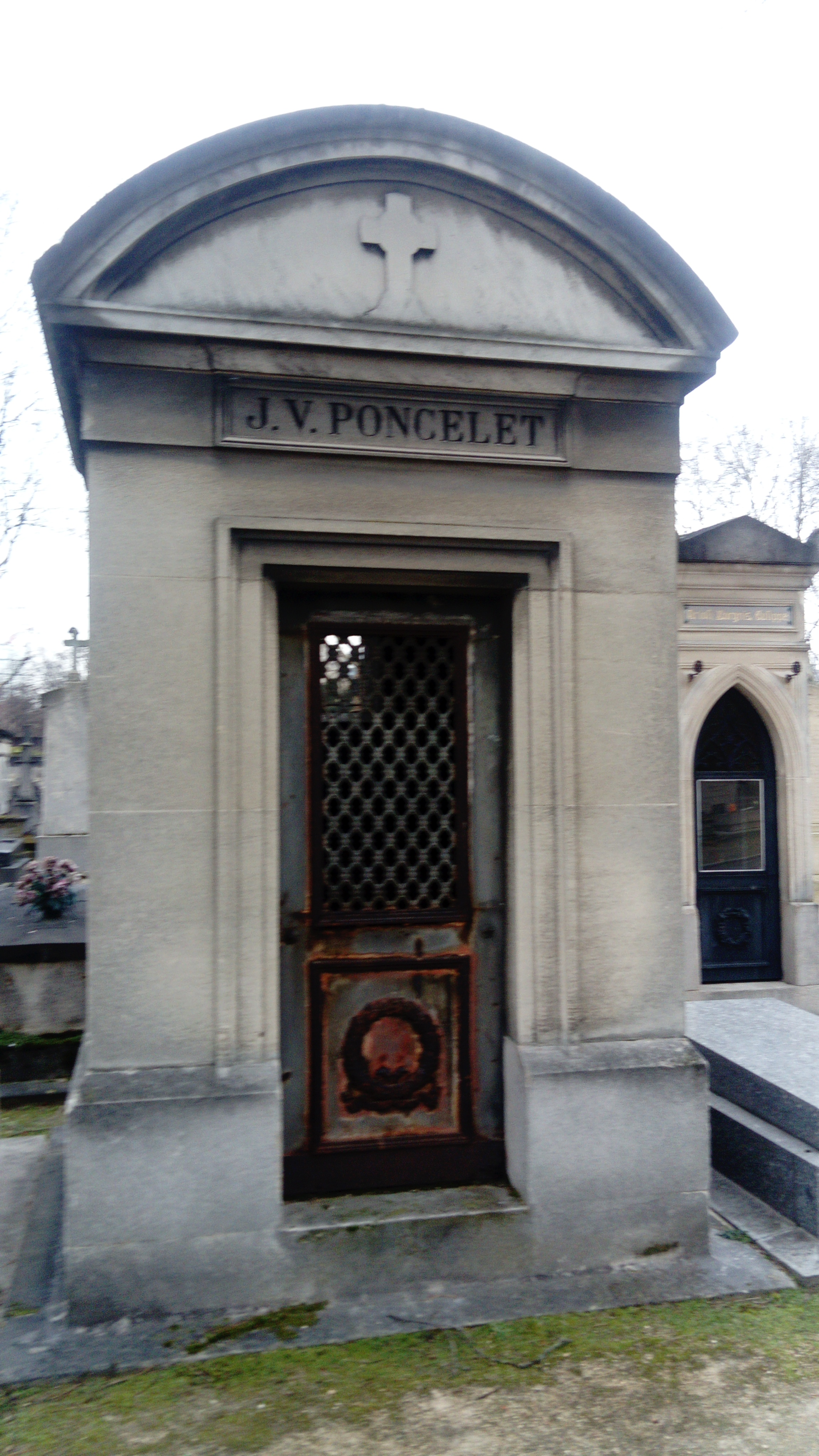
Tomba de Poncelet al cementiri de Montparnasse.

A partir de 1825 va ser professor de Mecànica, aplicant la teoria per a millorar l'eficiència de les turbines. El 1831 passa a ser cap de batalló i el 1834 es traslladà a París en ser escollit per a la secció de Mecànica de l'Acadèmia de Ciències de París.
A partir de la seva arribada a París els esdeveniments es precipitaren: va ser nomenat professor de mecànica a la Sorbona i esdevingué membre del comitè de fortificacions de París, de 1835 a 1848. El 1842 es casà amb Louisse Palmyre Gaudin, el 1841 fou nomenat tinent coronel, tres anys més tard coronel i el 1848 general de brigada.

### Comandant general de l'École Polytechnique (1848–1867)
Aquell mateix any 1848 esdevingué director de l'École polytechnique, càrrec que mantingué fins al 1850; el 1851 fou nomenat cap de la comissió científica de l'Exposició Universal de Londres, càrrec que repetí a la de París de 1855.
Va ocupar el càrrec fins al 1850, quan es va jubilar.
Durant aquest temps, va escriure Applications d'analyse et de géométrie, que va servir d'introducció a la seva obra anterior Traité des propriétés projectives des figures. Es va publicar en dos volums el 1862 i el 1864. Va ser elegit membre honorari estranger de l’Acadèmia Americana d'Arts i Ciències el 1865.

## Unitat de potència
El poncelet (símbol p) és una unitat de potència obsoleta, utilitzada antigament a França i substituïda per cheval vapeur (cv, cavalls de vapor mètrics). La unitat va rebre el nom de Jean-Victor Poncelet.
Un poncelet es defineix com la potència necessària per elevar una massa de cent quilograms (quintal) a una velocitat d'un metre per segon (100 kilopond·m/s).
1p = 980.665 W = 43 cv (cavalls de vapor mètrics) = 1.315 hp (cavalls de vapor tradicionals)

## Premis Poncelet
El Premi Poncelet (francès: Prix Poncelet) és atorgat per l'Acadèmia Francesa de les Ciències. El premi va ser establert el 1868 per la vídua del general Jean-Victor Poncelet per a fomentar el progrés de les ciències. Va ser de 2.000 francs (a partir de 1868), principalment per al treball en matemàtiques aplicades. La redacció precisa de l'anunci de l'acadèmia variava d'un any a un altre i requeria que el treball fos "en mecànica", o "per a treballs que contribuïssin al progrés de les matemàtiques pures o aplicades", o simplement "en matemàtiques aplicades"; i de vegades s'incloïa la condició que el treball s'hagi de "fer durant els deu anys anteriors a l'adjudicació".

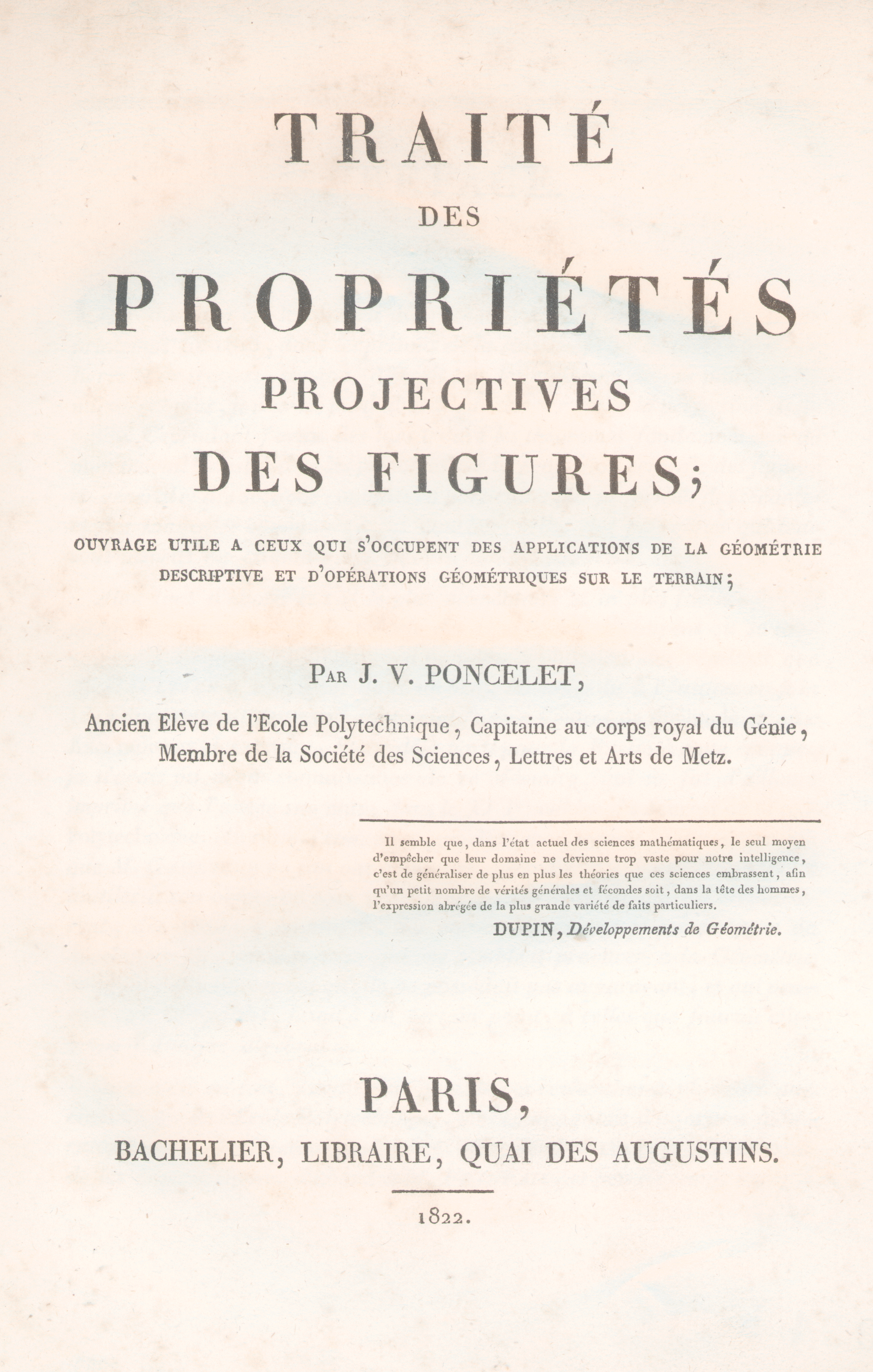
Portada del Traité des propriétés projectives des figures (1822).

## Obres principals
Tor i que el seu treball més original és el llibre de geometria projectiva que va començar a intuir quan era pres a Sàratov, Poncelet va dedicar la major part de la seva vida a l'ensenyament de l'enginyeria, millorant sempre els seus cursos de mecànica teòrica i aplicada, publicant els llibres de text corresponents.
- 1822: Traité des propriétés projectives des figures. Reeditat i ampliat el 1865-1866. En aquest llibre, perseguint les propietats invariants de les figures projectades, introdueix els conceptes del principi de dualitat (pol-polar) i de la ràtio creuada,[22] com també el de punts a l'infinit i el principi de continuïtat.
- 1829: Cours de mécanique industrielle. Basat en uns cursos nocturns de mecànica industrial per a obrers i artesans que va donar a Metz entre 1827 i 1830.[23]
- 1839: Introduction à la mécanique industrielle, physique ou expérimentale. Basat en l'anterior però preparat per a nivell universitari, per servir com a llibre de text de les seves classes de mecànica a la Sorbona.[24]
- 1862-1864: Applications d'analyse et de géométrie, publicat en dos volums els  anys 1862 i 1864 respectivament.

I nombrosos articles al Journal de Crelle i als Annales de Gergonne.